# 上友延
上 友延（うえ の とものぶ、生没年不詳）は、平安時代中期の廷臣。蔵人所小舎人。姓は村主である。出自は不明。『権記』では一度友信と表記されている。
蔵人所の小舎人として仕えていた。しかし長保元年（999年）丹波国に遣わされた友延は国に下向せずに京にある守・橘経国の宅に到り妻子を責めるという行為に及ぶ。事情は不明である。よって11月11日に仕所に拘禁された。13日には赦免されている。

## 経過
- 長保元年（999年）：これ以前より蔵人所小舎人を務める。
  - 11月11日頃：丹波国に遣わされるが、国に下向せず守・橘経国の宅に赴き妻子を責める[2]。
  - 11月11日：散位・平理義が左大臣・藤原道長の命で友延を早く召還させるようにという由を伝達する[2]。
    - 同日：左近看督使・津守宗正が召され、友延を仕所に拘禁される[2]。

  - 11月13日：友延の放免を命じられた蔵人所出納・尾張如時によって放免される[3]。